# Dendrocerotales
El orden Dendrocerotales  pertenece a los antocerotófitos. Comprende una sola familia Dendrocerotaceae.

## Descripción
Tienen cámaras anteridiales con un anteridio. Esporangio sin estomas. Esporas amarillas a transparentes, con exosporio delgado, hialino. Pseudoeláteres con engrosamiento helicoidal.
Este orden incluye una única familia: Dendrocerotaceae (Milde) Hässel, 1988

## Géneros
- Dendroceros
- Megaceros
- Nothoceros
- Phaeomegaceros